# Нисе, Ханси

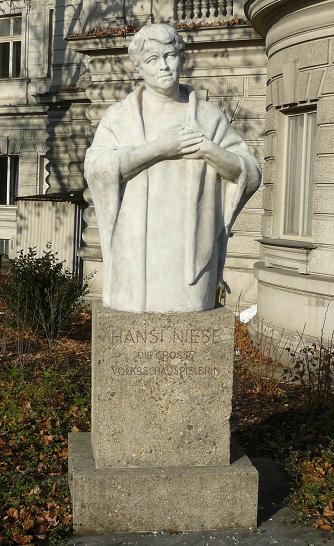
Памятник Ханси Нисе перед Народным театром в Вене

Ханси Нисе (в браке — Ханси Нисе-Ярно) (нем. Hansi Niese; 10 ноября 1875, Вена — 4 апреля 1934, Вена) — австрийская актриса театра и кино. Одна из наиболее популярных актрис Австро-Венгрии и Австрии конца XIX — первой трети XX века.

## Биография
Специального образования не получила. Самоучка. Дебютировала на театральной сцене южно-моравского г. Зноймо в 18-летнем возрасте. Затем, с 1893 года играла в венском театре «Raimund Theater» и «Theater in der Josefstadt» (с 1899). Через год вышла замуж за актёра и директора этого театра Йозефа Ярно, брата венгерского композитора Георга Ярно.
Совершила ряд заграничных гастролей, выступала в Берлине.
Исполняла роли в пьесах Л. Анценгрубера, Г. Гауптмана, Ф. Мольнара, И. Нестроя, Ф. Раймунда и других австрийских и зарубежных драматургов комедиографов.
Выступала в опереттах вместе с Александром Жирарди.
С 1913 года снималась в кино.
Умерла от апоплексического удара. Похоронена на Центральном кладбище Вены.

## Фильмография
- 1913: Johann Strauß an der schönen blauen Donau
- 1914: Frau Gertrud Namenlos
- 1926: Der Feldherrnhügel
- 1931: Die Blumenfrau von Lindenau
- 1931: Purpur und Waschblau
- 1931: Die große Liebe
- 1932: Ein süßes Geheimnis
- 1932: Frau Lehmanns Töchter
- 1932: Husarenliebe
- 1933: Unser Kaiser
- 1933: Hochzeit am Wolfgangsee
- 1933: Kaiserwalzer
- 1934: Der Polizeibericht meldet
- 1934: Die große Chance
- 1934: Die Töchter ihrer Exzellenz

## Память
- Имя Ханси Нисе носят улицы в венском Хитцинге и Дёблинге.
- Перед Народным театром в Вене установлен памятник Ханси Нисе.